# Adolphe Sellenick
Adolphe Valentin Sellenick (Estrasburg, 3 de setembre de 1826 - les Andelys, 25 de setembre de 1893) fou un compositor i director d'orquestra francès. Era fill d'un músic militar natural d'Estíria, i des de molt jove aprengué a tocar diversos instruments, entre ells el violí i el corn. Fou director d'orquestra del teatre d'Estrasburg, després músic major d'un regiment i, per acabar, director de la banda de la guàrdia republicana. A més d'una òpera còmica Crespin, rival de son maître, va compondre un gran nombre de peces per a banda, entre elles la Marxa índia, que es va fer popular arreu d'Europa.